# Susanne Schaefer (Schauspielerin, 1950)
Susanne Schaefer (* 7. Dezember 1950 in Berlin) ist eine deutsche Schauspielerin.

## Leben
Die Tochter des Schauspielers Gert Karl Schaefer und der Schauspielerin Eva Brumby erhielt nach der mittleren Reife Schauspielunterricht in Hamburg. 1970 bekam sie ein Engagement an den Hamburger Kammerspielen, denen sie bis 1973 angehörte. 1974 bis 1975 wirkte sie an den Münchner Kammerspielen, danach als freischaffende Schauspielerin, die unter anderem am Deutschen Schauspielhaus in Hamburg gastierte.
In einer Folge der Krimiserie Der Kommissar war sie 1970 erstmals im Fernsehen zu sehen. Außer in Serien wirkte sie bei mehreren Fernsehspielen mit und arbeitete auch für den Hörfunk. In den letzten Jahren wurde kaum noch etwas über sie bekannt; entsprechende Meldungen stellen sich immer wieder als Verwechselungen mit der Schauspielerin Susanne Schäfer heraus.

## Filmografie
- 1970: Der Kommissar – Die kleine Schubelik
- 1971: Viel Getue um nichts
- 1972: Verrat ist kein Gesellschaftsspiel
- 1973: Vier Tage unentschuldigt
- 1974: Offener Haß gegen Unbekannt
- 1974: Ein ganz perfektes Ehepaar
- 1975: Nestwärme
- 1975: Das Leben des schizophrenen Dichters Alexander März
- 1975: Hände gut, alles gut
- 1978: MS Franziska (TV-Serie)
- 1978: Tatort – Himmelfahrt
- 1978: Die Geburt eines Waisenkindes
- 1978: Geschichten aus der Zukunft (TV-Serie)
- 1979: Das Radieschen
- 1979: Die große Flatter (TV-Dreiteiler)
- 1979: Ein Kapitel für sich (TV-Dreiteiler)
- 1981: Tatort – Nebengeschäfte
- 1981: Der Fall Maurizius
- 1982: Christian und Christiane
- 1983: Die zweite Frau (Fernsehfilm)
- 1984: Die violette Mütze
- 1984: Der Verlust
- 1986: Storm – Der Schimmelreiter
- 1989: Die Männer vom K3 – Diamanten machen Freunde